# 亚历山大·波特布尼亚

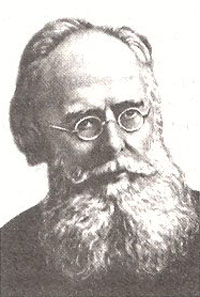

亚历山大·奥帕纳索维奇·波特布尼亞（羅馬化：Oleksandr Opanasovych Potebnia；1835年9月22日—1891年9月11日），乌克兰语言学家、哲学家、民俗学家、民族志学者、文学评论家、教育家、民族领袖及圣彼得堡科学委员会（St. Petersburg Academy of Sciences）成员。

## 生平简历
波特布尼亞于1856年毕业于哈尔科夫大学，之后他曾担任过中学俄语教师。1861年起，在哈尔科夫大学俄语历史与教学系任副教授一职。
1862年8月3日至1863年8月期间，波特布尼亞曾在德国、捷克、奥地利三地研修。1875年回国后在哈大担任斯拉夫语言学教研室副教授及历史语言系秘书。
作为哈尔科夫历史语言学协会的创始人之一（1877-1890任该协会会长）。同时，他也是斯拉夫语言学心理学流派的创始人。
波特布尼亞毕生致力于宏观语言学，语音学，重音，语法，语义学，语源学，方言学，民俗学，民族学，语言的起源与发展等的研究。

## 东斯拉夫语语学
波特布尼亞研析了乌克兰语语言史与乌克兰方言学的连带关系问题，并与俄语做了相关对比。这两种语言被学术界认为是古斯拉夫语的分支。他在一段特定的时期内将乌克兰语称之为玛罗罗斯方言。